# بیمارستان روان‌پزشکی جنت
بیمارستان جنت واقع در استان فارس، شهرستان شیراز بیمارستانی است درمانی تک تخصصی روان‌پزشکی وابسته به بنیاد مستضعفان و جانبازان با ظرفیت ۱۰۰ تخت ثابت که در سال ۱۳۶۲ خورشیدی تأسیس گردید.
هم‌اکنون این بیمارستان دارای اورژانس، داخلی، روان‌پزشکی و دیگر واحدهای پاراکلینیکی و درمانگاهی می‌باشد.